# Dendroctonus mexicanus
Dendroctonus mexicanus là một loài côn trùng trong họ Curculionidae. Loài này được Hopkins miêu tả khoa học đầu tiên.
Đây là loài gây hại của các cây trong chi Pinus, phát triển phổ biến ở Mexico.